# Thanh Sơn, Lương Sơn
Thanh Sơn là một xã thuộc huyện Lương Sơn, tỉnh Hòa Bình, Việt Nam.
Tên của xã được ghép từ tên của hai xã cũ là Hợp Thanh và Long Sơn.

## Địa lý
Xã Thanh Sơn nằm ở phía đông nam huyện Lương Sơn, có vị trí địa lý:
- Phía đông giáp thành phố Hà Nội và xã Thanh Cao
- Phía tây giáp huyện Kim Bôi
- Phía nam giáp huyện Lạc Thủy
- Phía bắc giáp xã Cao Dương.

Xã Thanh Sơn có diện tích 34,86 km², dân số năm 2018 là 8.042 người, mật độ dân số đạt 231 người/km².

## Lịch sử
Địa bàn xã Thanh Sơn hiện nay trước đây vốn là hai xã Hợp Thanh và Long Sơn thuộc huyện Lương Sơn.
Xã Long Sơn được thành lập vào ngày 22 tháng 1 năm 1957 trên cơ sở tách một phần diện tích và dân số của xã Cao Dương. Cùng ngày, Ủy ban kháng chiến hành chính Liên khu 3 ban hành quyết định chia xã Hợp Thanh thành 3 xã: Hợp Thanh, Thanh Lương và Thanh Nông.
Ngày 26 tháng 11 năm 1970, Bộ trưởng Phủ thủ tướng ban hành Quyết định số 71-BT. Theo đó, chuyển xã Hợp Thanh và xã Long Sơn về huyện Kim Bôi quản lý.
Ngày 14 tháng 7 năm 2009, Chính phủ ban hành Nghị quyết số 31/NQ-CP. Theo đó, chuyển hai xã Hợp Thanh và Long Sơn thuộc huyện Kim Bôi trở lại huyện Lương Sơn.
Đến năm 2018, xã Hợp Thanh có diện tích 17,27 km², dân số là 4.031 người, mật độ dân số đạt 233 người/km²; xã Long Sơn có diện tích 17,59 km², dân số là 4.011 người, mật độ dân số đạt 228 người/km².
Ngày 17 tháng 12 năm 2019, Ủy ban Thường vụ Quốc hội ban hành Nghị quyết số 830/NQ-UBTVQH14 về việc sắp xếp các đơn vị hành chính cấp huyện, cấp xã thuộc tỉnh Hòa Bình (nghị quyết có hiệu lực từ ngày 1 tháng 1 năm 2020). Theo đó, sáp nhập toàn bộ diện tích và dân số của hai xã Hợp Thanh và Long Sơn thành xã Thanh Sơn.